# Roberto Cappello
Roberto Cappello (Campi Salentina, 2 maggio 1951) è un pianista italiano.
Ha iniziato gli studi con il padre, imparando a suonare sin da giovanissimo sia il pianoforte che il violino. A sei anni ha esordito in pubblico, presso la prestigiosa Konzerthaus di Vienna, suscitando grande entusiasmo di pubblico e di critica. Ha quindi proseguito lo studio del pianoforte con il maestro Rodolfo Caporali, con il quale si è diplomato presso l'Accademia Nazionale di Santa Cecilia in Roma nel 1974.
Lo stesso anno vince il Concorso Pianistico "Città di Senigallia" e "Maria Canals" di Barcellona, nel 1975 il Concorso Nazionale di Treviso e nel 1976 ha vinto il Primo Premio al Concorso Pianistico Internazionale Ferruccio Busoni, premio che da 25 anni non veniva assegnato ad un pianista italiano.
Nella sua carriera ha dato più di 2000 concerti. Ospite delle maggiori istituzioni concertistiche italiane ed estere, è regolarmente invitato dai più importanti festival internazionali e ha tenuto numerosi recital in Francia, Austria, Svizzera, Germania, Belgio, Paesi Bassi, Ungheria, Jugoslavia, Spagna e Lussemburgo. Ha inoltre effettuato una tournée in Australia nel 1989. Nel 1991 ha inciso i valzer di Johann Strauß nelle trascrizioni virtuosistiche dei più famosi pianisti del passato.
Nel settembre 1994 ha inaugurato la stagione da camera del Teatro alla Scala di Milano e nel 1995, la stagione da camera di S.Cecilia, eseguendo in entrambe le occasioni, i 12 Studi Trascendentali di Liszt. Nel 1996 è stato in Germania per una serie di concerti con l'Orchestra Nazionale della RAI, eseguendo il concerto n.5 per pianoforte e orchestra di Beethoven. Tra il 1997 e il 1998 ha eseguito a Vienna. Budapest, Zagabria, Belgrado, Parigi, Bruxelles, Anversa, nella doppia veste di solista e direttore il concerto K466 di Mozart.
Nel 2000 ha sostenuto una serie di concerti in Gran Bretagna (Londra, Manchester, Glasgow). Il 2001 lo ha visto impegnato negli Stati Uniti ed in Giappone.
Ruolo importante riveste l'attiva cameristica, in collaborazione con il Quartetto Kodály di Budapest.
Ha registrato l'intero Corpus di Lieder di Schubert nelle trascrizioni di Liszt con Acustica Edizioni. Incide per Fonit Cetra, Edizioni Paoline, A.M.C., [Acustica]. Nel 2003 ha inciso con la BMG Ricordi Ariola alcuni concerti per pianoforte-orchestra: Mozart, Concerto per pianoforte e orchestra n. 20 K 466; Beethoven, Concerto n. 3 in Do minore, op. 37; Pëtr Il'ič Čajkovskij, Concerto n. 1 in Si bemolle minore.
Viene costantemente invitato a presiedere le giurie di concorsi nazionali ed internazionali.
È docente di pianoforte principale presso il Conservatorio Arrigo Boito di Parma, del quale è stato direttore per il triennio 2010/11 - 2011/12 - 2012/13.